# Fazetie
Die Fazetie (auch Facetie, Fazete; aus lateinisch facetiae (Plural) „Scherz, Witz; Spottreden“) bezeichnet eine komische, zugespitzte Kurzgeschichte, auch erotischen Inhalts. Die Fazetie gehört zu den literarischen Kleinstgattungen wie Apophthegma, Epigramm, Priamel, Scherzfrage (Antiwitz), Schwank, Sentenz, Spruch, Witz.
Sie wurde von Poggio Bracciolini ins humanistische Schrifttum eingeführt. Im deutschen Sprachraum des Spätmittelalters bzw. der Frührenaissance verbreitete sie sich u. a. durch Heinrich Bebel und Johannes Pauli.